# El tribut del diable
"El tribut del diable" (títol original en anglès "Devil's Due") és el tretzè episodi de la quarta temporada de la sèrie de televisió de ciència-ficció estatunidenca Star Trek: La nova generació, i el 87è de tota la sèrie. Es va emetre originalment en redifusió als Estats Units el 4 de febrer de 1991. Basat en un episodi escrit per William Douglas Lansford per a la programada sèrie de televisió Star Trek: Phase II (1978), va ser adaptat per a La nova generació per Philip Lazebnik i dirigit per Tom Benko.
Ambientada al segle XXIV, la sèrie segueix les aventures de la tripulació de la nau de la Flota Estel·lar de la Federació Enterprise-D sota el comandament del capità Jean-Luc Picard. En aquest episodi, la tripulació de l' Enterprise s'enfronta a un individu que afirma ser Ardra (Marta DuBois), una entitat mitològica del planeta Ventax II. Afirma que el planeta, i l' Enterprise en òrbita, són la seva propietat legal a causa d'un acord signat mil anys abans. Junts, el capità Jean-Luc Picard (Patrick Stewart) i la tripulació revelen que l'Ardra és una estafadora, la qual cosa va portar a la seva detenció per part de les autoritats ventaxianes.
Es van fer nombrosos canvis respecte al guió original de Phase II, i només quedava el tema general de l'episodi. Originalment llançat per utilitzar-lo durant la temporada tres, després dels canvis fets, es va afegir a la quarta temporada. La recepció crítica de l'episodi ha estat mixta, i en general es pensa que recorda molt a La sèrie original.

## Argument
L'USS Enterprise rep una crida de socors del Dr. Howard Clarke (Paul Lambert), el líder d'una delegació científica de la Federació a Ventax II, on la població es troba en un estat de pànic perquè el seu món s'acabarà aviat. Després de l'arribada de l' Enterprise, rescaten el doctor Clarke que els posa al dia: Fa mil anys, segons la història ventaxiana, la població va entrar en un acord faustià amb Ardra, el dimoni de la seva mitologia. A canvi d'acabar amb les guerres i restablir l'equilibri ecològic, i millorar el seu planeta molt contaminat, la població es convertiria en els esclaus personals d'Ardra mil anys més tard. Quan el mil·lenni està a punt d'arribar a la seva fi, el planeta ha començat recentment a experimentar terratrèmols lleus, així com a veure imatges d'Ardra al cel. Es deia que aquests eren senyals de la seva arribada.
Mentre el capità Picard i el comandant Data (Brent Spiner) discuteixen l'assumpte amb el líder ventaxià, Accost Jared (Marcelo Tubert), una dona apareix a la cambra, anunciant-se com a Ardra. Ella demostra la seva identitat iniciant un terratrèmol a voluntat i transformant-se en el diable klíngon Fek'lhr de Gre'Thor. Ardra afirma que ha vingut a reclamar el planeta. Picard sospita a l'instant i ordena a Data que examini el contracte que suposadament va ser signat per Ardra i els líders del planeta mil anys abans. En Picard torna a l' E nterprise després, i Ardra apareix al pont, asseguda a la cadira del Capità. El cap de seguretat Worf (Michael Dorn) no pot treure-la. Data torna just aleshores i confirmen l'idioma del contracte, així com la reclamació d'Ardra sobre el planeta i qualsevol cosa a la seva òrbita, inclosa l' Enterprise.
Més tard, en una reunió amb el personal superior, després d'especular si ella és Q disfressada o un altre membre del Q Continuum, Picard expressa la seva creença que és una estafa i assenyala que tots els seus suposats poders es poden recrear amb tecnologia presentada al teatre. Després de la reunió, Picard se'n va al llit per al vespre. Mentre Picard dorm, apareix Ardra i intenta seduir-lo, però ell la rebutja. Ella el transporta al planeta vestida amb el seu pijama. Data arriba a recollir Picard amb la llançadora després que Worf no pugui transportar-lo de tornada al camí normal. Quan Picard i Data intenten tornar a l' Enterprise, la nau desapareix. Sense saber què fer, tornen al planeta.
Citant un antic precedent legal, Picard demana una audiència d'arbitratge ventaxiana, a la qual Ardra està d'acord, sempre que Data actuï com a àrbitre, ja que actuarà amb imparcialitat. Picard explica a Jared que la seva gent realment havia millorat el seu planeta per si mateixa, mitjançant el seu propi treball, enginy i dedicació graduals. Tanmateix, les contínues demostracions de poders afavoreixen l'afirmació que Ardra és realment qui diu que és. Durant l'audiència, l'enginyer en cap La Forge (LeVar Burton) i Clarke descobreixen que l'Ardra té una nau encoberta a prop, que de fet està utilitzant tecnologia per simular màgia i que és una criminal coneguda. Picard envia un equip liderat pel comandant Riker (Jonathan Frakes), per prendre el control de la nau d'Ardra, donant a Picard el control dels seus poders. Ell demostra un frau basat en la tecnologia i és detinguda per les autoritats locals. Com que Ardra ha retirat voluntàriament la seva demanda, Data proclama que el contracte de 1.000 anys és nul. Convençut ara que l'Ardra no és l'Ardra de la mitologia de la seva cultura, Jared agraeix a Picard que l'hagi salvat a ell i al seu poble de la seva perdició. Picard, però, afirma que Jared i els ventaxians s'han salvat fa molt de temps.
Aquest episodi il·lustra la tercera llei d'Arthur C. Clarke: "qualsevol tecnologia prou avançada no es pot distingir de la màgia."

## Repartiment i doblatge al català
La sèrie va ser doblada al català pels estudis Tramontana (primera part) i Soundtrack (segona part) i emesa a TV3 l’any 1991. Els dobladors de l'episodi foren:
| Personatge      | Actor/actriu    | Veu en català         |
| --------------- | --------------- | --------------------- |
| Jean-Luc Picard | Patrick Stewart | Joan Crosas           |
| William Riker   | Jonathan Frakes | Antoni Forteza        |
| Data            | Brent Spinner   | Joaquim Sota          |
| Geordi La Forge | LeVar Burton    | Aleix Estadella       |
| Worf            | Michael Dorn    | Enric Arquimbau       |
| Beverly Crusher | Gates McFadden  | Aurora Garcia         |
| Deanna Troi     | Marina Sirtis   | Victòria Pagès        |
| Ardra           | Marta DuBois    | Azucena Díaz          |
| Howard Clarke   | Paul Lambert    | Vicenç Manel Domènech |
| Accord Jared    | Marcelo Tubert  | Joan Sanz             |
| Monstre         | Thad Lamed      | Manuel Català         |

## Producció
L'episodi es va desenvolupar originalment a partir d'una premissa per la cancel·lada Star Trek: Phase II, tot i que va patir canvis significatius. Va aparèixer per primera vegada en una nota datada el 16 d'agost de 1977, com a part d'una actualització d'estat de la sèrie cancel·lada. L'únic altre episodi de Fase II que es va reconstruir per a The Next Generation va ser "El nen" de la segona temporada.
A la versió original, l'Enterprise visita Naterra i es troba amb el líder del planeta, Zxolar, a qui li preocupa que el capità Kirk sigui un alienígena anomenat Komether, que ha de tornar en vint dies per destruir el seu món. Zxolar té un col·lapse sobtadament i el Doctor McCoy intenta ajudar-lo, però un camp d'energia envolta el cap del metge i aquest xoca amb una paret i desapareix. El grup d'aterratge busca McCoy, sense èxit, i Zxolar és enviat a l' Enterprise. La doctora Chapel intenta ajudar-lo, però el camp d'energia apareix al seu voltant i ella es desmaia. Xon i Kirk discuteixen l'energia i s'adonen que vol que Zxolar mori, ja que ha atacat a qualsevol que l'ajudi. La parella torna a baixar pel planeta per investigar el palau on van conèixer Zxolar i descobrir un arxiu que els mostra l'acord original fet per sis filòsofs, inclòs un Zxolar molt més jove, i Komether mil anys abans. Noten que un dels filòsofs és Zxolar i Komether és l'ésser energètic que va atacar els dos metges. Com en la versió posterior utilitzada a Star Trek: La nova generació, l'acord era que l'ésser corregiria la contaminació del planeta a canvi de la propietat del planeta mil anys més tard. Xon i Kirk decideixen traslladar Zxolar a una taula de suport vital i demanen altres voluntaris, ja que és evident que Komether els atacarà mentre intenten salvar Zxolar. Scotty, Sulu i Chekov s'ofereixen voluntaris, i l'extraterrestre els inhabilita tots ells mentre mouen Zxolar. És només per la força de Xon mentre està sent atacat que aconsegueixen connectar Zxolar a una màquina de suport vital i els seus signes vitals milloren immediatament. Zxolar explica el contracte a Kirk, que el recupera de la superfície del planeta i ho desafia. Komether apareix i accepta un judici amb l'ordinador de l' Enterprise actuant com a jutge imparcial. Kirk s'adona que Komether va ser creat pels sis filòsofs, i com l'últim que queda, Zxolar en té el control. Zxolar aconsegueix derrotar la criatura utilitzant la seva voluntat i allibera els atordits tripulants. Troba que McCoy estava atrapat dins de la paret i també l'allibera. L' Enterprise marxa poc després.
La història es va tornar a plantejar durant una presentació de la història per a la tercera temporada de La nova generació, i va ser modificada per diversos guionistes. Michael Piller va fer diversos canvis, inclòs el fet de fer el personatge del diable femení. Marta DuBois va ser elegida com Ardra, després que també fossin considerades Stella Stevens i Adrienne Barbeau. Paul Lambert havia aparegut prèviament a l'episodi "Quan es trenca la branca" com a membre de la raça aldean.

## Mitjans domèstics
L'episodi es va emetre originalment en redifusió als Estats Units el 4 de febrer de 1991. Va ser llançat per primera vegada en vídeocasset VHS el 21 de maig de 1996. Després es va publicar amb la caixa del DVD de la quarta temporada de Star Trek: La nova generació, llançada als Estats Units el 3 de setembre de 2002. El primer llançament en Blu-ray va ser al Regne Unit el 29 de juliol de 2013, eguit dels Estats Units el 30 de juliol.
El 25 de maig de 1996, els episodis "El tribut del diable" i "Pistes" es van publicar en LaserDisc als Estats Units. Publicat per Paramount Home Video, el disc senzill de doble cara de 12" fou venur al menor per 34.95 dòlars estatunidencs. El vídeo del disc era en format NTSC amb una pista d'àudio Dolby Surround.
CBS va anunciar el 28 de setembre de 2011, en celebració del vint-i-cinquè aniversari de la sèrie, que Star Trek: La nova generació seria completament remasteritzada en 1080p d'alta definició del negatiu de 35 mm. Per a la remasterització, es van tornar a escanejar i reeditar gairebé 25.000 rodets de pel·lícules originals, i tots els efectes visuals es van recompondre digitalment a partir de negatius originals de gran format i de preses CGI de nova creació. El llançament va anar acompanyat del so 7.1 DTS Master Audio. El 30 de juliol de 2013 "El tribut del diable" es va llançar en alta definició de 1080p com a part de la caixa Blu-ray de la temporada 4  als Estats Units. El conjunt es va llançar el 29 de juliol de 2013 al Regne Unit.

## Recepció
Diversos crítics van tornar a veure Star Trek: La nova generació després del final de la sèrie. Keith DeCandido va veure l'episodi per a Tor.com, i va pensar que l'actuació de Marta DuBois era "l'única raó per la qual aquest episodi es pot veure d'alguna manera. Amb prou feines". Va pensar que l'episodi se sentia més semblant a una història de La sèrie original que a una història normal de La nova generació, i això es devia als orígens de l'episodi. Va dir "en general, és simplement estúpid" i li va donar una puntuació de dos sobre deu. Zack Handlen va pensar més positivament en l'episodi quan el va revisar per a The A.V. Club. Va pensar que el capità Picard s'estava fent-se passar pel capità Kirk durant la major part de l'episodi i que no tenia cap drama real, però que va ser "divertit ximple i tonto en la seva major part". Va pensar que l'episodi era "bonic" i li va donar una puntuació global de B+.
Robert Blackman va ser nominat al Primetime Emmy Award per a vestuaris destacats per a una sèrie pel seu treball en aquest episodi. Va ser atorgat a Bill Hargate pel seu treball a l'episodi "Eldin Imitates Life" de Murphy Brown. Blackman guanyaria el premi durant els dos anys següents pels episodis "El preu de la vida" i "La sageta del temps, Part II".